# The Simpsons Hit & Run
The Simpsons Hit & Run is een computerspel gebaseerd op de animatieserie The Simpsons. Het spel werd ontwikkeld door Radical Entertainment en uitgegeven door Vivendi Games op 16 september 2003 in de Verenigde Staten en 24 oktober 2003 in Europa. Het spel is beschikbaar voor de Nintendo GameCube, Xbox, PlayStation 2, en op Windows-gebaseerde pc’s.

## Verhaal

### Level 1
De eerste missies van het spel draaien om simpele alledaagse taken zoals Homer Simpson die op tijd naar zijn werk moet rijden en voorwerpen moet verzamelen op verschillende locaties. Al snel verandert de verhaalmode echter naar vreemde dingen die in Springfield gebeuren. Zwarte wagens rijden door de straten en robotische wespen bespioneren de inwoners. Homer geeft de schuld aan Mr. Burns, maar die ontkent alles.

### Level 2
Dingen lijken weer normaal. Deze missies draaien om Bart die een nieuw videospel in handen wil krijgen en illegaal vuurwerk verzamelt om zich bij een groep pestkoppen aan te kunnen sluiten. Later wil hij Professor Frink helpen met een van diens uitvindingen, maar komt oog in oog te staan met de Truckosaurus (een wezen met het hoofd van een vrachtwagen (vandaar truck, Engels voor vrachtwagen) en het lichaam van een dinosaurus). Bart vlucht weg in zijn zeepkist, en verdwijnt in een fel licht.

### Level 3
Lisa probeert Bart te vinden. Ze vindt hem uiteindelijk op een boot aan het eind van het level, maar hij schijnt zijn geheugen te zijn verloren.

### Level 4
Marge probeert Bart te genezen, en belandt in een avontuur waarbij ze het verband tussen de trucks, de robotwespen en de graancirkels onderzoekt. Abraham Simpson vertelt haar een verhaal over een graancirkel waarvan de vorm gelijk is aan het logo van een frisdrank (Cola eigenlijk) die hij in de Kwik-E-Mart vond. Marge toont het logo aan Bart, en hij breekt uit zijn trance. Hij vertelt haar dat het nieuwe colamerk de mensen hersenspoelt.

### Level 5
Apu wordt eropuit gestuurd om uit te vinden waar de cola vandaan komt, maar hij komt alleen maar hindernissen tegen. Uiteindelijk vindt hij Snake, die onthult dat er colatrucks op weg zijn naar het museum. Apu en Bart ontdekken dat de ruimtewezens van Rigel VII Kang & Kodos achter alles zitten, aangezien ze de kijkcijfers van hun intergalactische realityshow willen vergroten. Hun plan is om massale paniek en verwoesting te veroorzaken met laserpistolen zodra iedereen in hun macht is.

### Level 6
Bart haast zich naar Krusty om hem te vertellen over het gevaar. Krusty gelooft hem eerst niet, totdat Bart hem een van Kang & Kodos’ laserpistolen laat zien. Krusty vertelt Bart dat hij per ongeluk een aantal van dit soort pistolen door de stad heeft verspreid zodat iedereen ze kan meenemen. Bart vernietigt de locaties waar deze pistolen worden uitgedeeld, en verteld dan aan Homer dat Kang & Kodos zich schuilhouden in de Duff Beer brouwerij. In de brouwerij blijkt dat de laserpistolen slechts plan A was van Kang & Kodos. Nu dit plan is mislukt gaan ze over op plan B: de cola in het drinkwater van Springfield gieten zodat de doden op zullen staan en voor de geplande verwoesting zorgen.

### Level 7
Het laatste level speelt zich af tijdens Halloween, en is in feite gebaseerd op de Treehouse Of Horror afleveringen. Homer verzamelt de spullen die de familie nodig heeft om zich te beschermen tegen de zombies. Homer zelf belandt op het schoolplein waar het schip van Kang & Kodos voorbijgangers opzuigt. Professor Frink adviseert Homer om een paar voertuigen geladen met radioactief afval de trekstraal van het schip in te laten rijden. Lisa herinnert zich dat Mr. Burns een geheime opslagplaats vol van dit afval heeft, en dat dit de oplossing kan zijn voor hun probleem. Burns geeft Homer de kaart van de opslagruimte. Homer krijgt verder hulp van Snake en Abraham. Uiteindelijk ontploft het schip van Kang & Kodos, waarbij de twee aliens omkomen. De stad is gered. Enige nadeel is dat door de blootstelling aan radioactief afval Homer tijdelijk een derde arm krijgt.

## Speelwijze
Hit & Run richt zich voornamelijk op rijmissies. Het spel gebruikt het perspectief van een third-person shooter, een te verkennen omgeving, en voertuigen gelijk aan de Grand Theft Auto serie. De meeste auto’s kunnen worden gestolen, maar het gebeurt ook geregeld dat de speler een lift krijgt van een NPC.
De speler kan zich ook te voet verplaatsen en zo voorwerpen op straat aanvallen en geld verzamelen. Het verwoesten van voorwerpen, robotwespen en andere auto's levert geld op. Met dit geld kan de speler nieuwe voertuigen of outfits kopen.
In het spel zijn er vijf bespeelbare personages: Homer (2x), Lisa, Marge, Bart (2x) en Apu. Daarnaast komen er veel andere Simpsons personages voor in het spel zoals Chief Wiggum, Abraham Simpson, Comic Book Guy, Waylon Smithers, Snake Jailbird, Montgomery Burns en Professor Frink. Voor sommige levels krijg je hulp van andere Simpson-personages, zoals Cletus, of Apu.
Naast de “verhaalmissies” kan de speler ook kiezen uit een aantal bonusmissies of races, die meestal ontsluitbare auto’s opleveren.

## Kaarten
Een aantal “verzamelkaarten” over andere personages of scènes uit de serie zijn verstopt in elk level. Indien ze allemaal worden verzameld wordt een bonuslevel beschikbaar.
Vaak zijn er zeven kaarten per level verstopt. Ze zijn niet allemaal even makkelijk te vinden.
Indien de speler in het spel alle kaarten verzamelt, komt er een bonusfilmpje over Itchy & Scratchy beschikbaar.

## Ontvangst
Gameshark.com noemde het spel niet alleen een van de beste Simpsons spellen ooit, maar ook op zichzelf een goed spel. De site gaf het spel een "B+".
Van het spel werden 6 miljoen exemplaren verkocht, waarmee het een van de best verkochte spellen voor elke console werd: Greatest Hits (Platinum in Europa) (PS2), Player's Choice (GameCube) en Platinum Hits (Xbox).
| Beoordeeld door          | Platform      | Datum             | Score |
| ------------------------ | ------------- | ----------------- | ----- |
| Game industry News (GiN) | Windows       | 2003              | 90%   |
| GameSpy                  | Xbox          | 24 september 2003 | 90%   |
| GameZone                 | Windows       | 23 december 2003  | 86%   |
| Game Over Online         | Xbox          | 3 november 2003   | 82%   |
| UOL Jogos                | GameCube      | 19 december 2003  | 80%   |
| PC Action                | Windows       | 3 december 2003   | 80%   |
| IGN                      | PlayStation 2 | 16 september 2003 | 80%   |
| UOL Jogos                | Windows       | 19 december 2003  | 80%   |
| Joystick (Frans)         | Windows       | december 2003     | 70%   |
| The Video Game Critic    | Xbox          | 22 november 2004  | 50%   |

Homer Simpson · Marge Simpson · Bart Simpson · Lisa Simpson · Maggie Simpson · Abraham Simpson · Patty en Selma Bouvier · Jacqueline Bouvier · Mona Simpson · Santa's Little Helper · Snowball II · Familie Bouvier
Jasper Beardley · Comic Book Guy · Eddie en Lou · Maude Flanders · Ned Flanders · Professor Frink · Barney Gumble · Julius Hibbert · Lionel Hutz · Eerwaarde Lovejoy · Kapitein Horatio McCallister · Hans Moleman · Bleeding Gums Murphy · Apu Nahasapeemapetilon · Mayor Joe Quimby · Dr. Nick Riviera · Agnes Skinner · Cletus Spuckler · Squeaky Voiced Teen · Disco Stu · Moe Szyslak · Kirk Van Houten · Luann Van Houten · Chief Clancy Wiggum
Gary Chalmers · Rod en Todd Flanders · Jimbo Jones · Kearney · Edna Krabappel · Otto Mann · Nelson Muntz · Martin Prince · Seymour Skinner · Milhouse Van Houten · Ralph Wiggum · Groundskeeper Willie · andere studenten
Montgomery Burns · Carl Carlson · Lenny Leonard · Waylon Smithers
Itchy en Scratchy · Kent Brockman · Krusty de Clown · Troy McClure · Rainier Wolfcastle · Radioactive Man
Snake · Kang & Kodos · Sideshow Bob · Fat Tony
Treehouse of Horror
Bart vs. the World · Bart Simpson's Escape from Camp Deadly · The Simpsons Arcadespel · Bart vs. the Space Mutants · Bart's House of Weirdness ·Bart vs. The Juggernauts · Krusty's Fun House · Bartman Meets Radioactive Man · Bart's Nightmare · The Itchy and Scratchy Game · Virtual Bart · Bart and the Beanstalk · Itchy & Scratchy in Miniature Golf Madness · Cartoon Studio · Virtual Springfield · Night of the Living Treehouse of Horror · Bowling · Wrestling · Road Rage · Skateboarding · Hit & Run · The Simpsons Game · The Simpsons: Tapped Out
The Simpsons · The Simpsons Pinball Party
Strips: Simpsons Comics · Bart Simpson serie · Itchy & Scratchy Comics · Bart Simpson's Treehouse of Horror · Futurama/Simpsons Infinitely Secret Crossover Crisis
Tijdschrift: Simpsons Illustrated
Boeken: Bart Simpson's Guide to Life · Family Album · Library of Wisdom · Complete Guides · Planet Simpson · The Simpsons and Philosophy
Actiefiguurtjes: World of Springfield
The Simpsons Movie
Bankgrap ·
Canyonero · 
D'oh! · 
Duff Beer · 
Schoolbordgrap · 